# Timon & Pumba
|  | For tv-seriens karakterer, se Timon og Pumba |
Timon & Pumba (The Lion King's Timon & Pumbaa) er en animeret komedie-tv-serie lavet af Walt Disney Company. Det er centreret omkring surikaten Timon og vortesvinet Pumba fra Disney's film Løvernes Konge, dog uden de fleste af de andre karakterer fra filmene. Serien løb over tre sæsoner, fra den 8. september 1995 til 24. september 1999.

## Stemmer
| Figur                | Original stemme                            | Dansk stemme                        |
| -------------------- | ------------------------------------------ | ----------------------------------- |
| Timon                | Nathan Lane, Kevin Schon, Quinton Flynn    | Henrik Koefoed                      |
| Pumba                | Ernie Sabella                              | Lars Thiesgaard                     |
| Simba                | Cam Clarke                                 | Peter Jorde                         |
| Rafiki               | Robert Guillaume                           | Peter Belli                         |
| Zazu                 | Michael Gough                              | Peter Zhelder                       |
| Shenzi, Banzai og Ed | Tress MacNeille, Rob Paulsen, Jim Cummings | Lone Kellermann, Donald Andersen, ? |
| Sneglen Speedy       | Corey Burton                               | Peter Røschke                       |
| Kriminelle Kurt      | Corey Burton                               | Peter Zhelder                       |
| Nefu                 | ?                                          | Mathias Klenske                     |
| Timons Mor           | Estelle Harris                             | Michelle Bjørn-Andersen             |
| Prinsesse Tatiana    | Tress MacNeille                            | Annette Heick                       |
| Simon                | Rob Paulsen                                | Mathias Klenske                     |
| Brum                 | ?                                          | Donald Andersen                     |

Øvrige stemmer:
- Annette Heick
- Birgitte Raaberg
- Lasse Lunderskov
- Pauline Rehné
- Peter Røschke
- Peter Zhelder
- Søren Ulrichs
- Torben Sekov
- Vibeke Dueholm

Titelsang sunget af: Henrik Koefoed og Lars Thiesgaard